# Zadrže
Zadrže – wieś w Słowenii, w gminie Šmarje pri Jelšah. W 2018 roku liczyła 50 mieszkańców.